# 馬志豪 (劇團藝術總監)
馬志豪七十年代香港出生，為三角關係TrinityTheatre劇團藝術總監，文化研究碩士。
馬志豪在八十年代流行文化包圍中成長，年輕時的志願是當唱片騎師。九十年代香港演藝學院電視/電影系畢業，做過幾年廣告公司，之後一直主力從事劇場創作。
1995年成立三角關係Trinity Theatre，兼任藝術總監，主要負責劇團大部份演出編劇及導演工作。主要作品包括：《拾香紀》、《快樂無罪》系列、《勁金歌曲》、《二十出頭》、《二人餐》等等。
近年更積極舉辦各類型生活戲劇工作坊，與年輕人分享創作經驗。除劇團製作外，2008年亦參與創作叱903廣播劇《最好的時光》及聯合編寫森美小儀歌劇團《小孖俠》，同年亦於商業電台及禁毒處合辦之「903大戲劇團」出任團長一職。

## 外部連結
- 三角關係 TrinityTheatre （页面存档备份，存于）